# Марко Логран
Марко Логран (англ. Marco Loughran, 24 березня 1989) — британський плавець.
Учасник Олімпійських Ігор 2012 року.
Призер Кубку світу з плавання 2015 року.